# الدولاب (مدينة)
الدولاب قرية تونسية تابعة لمدينة سبيطلة في ولاية القصرين. ويبلغ عدد سكانها 3869 ساكن حسب إحصائيات سنة 2004. تشتهر الدولاب بإنتاجها للنفط منذ سنة 1968.

## السكان
حسب إحصائيات سنة 2004، يبلغ عدد سكان قرية الدولاب 3869 ساكن.

## حقل الدولاب
يقع حقل الدولاب وصمامة في معتمدية سبيطلة من ولاية القصرين على بعد قرابة 40 كلمترا شمال مدينة القصرين، في منطقة جبلية ارتفاعها 1000 متر وهو تحت إشراف شركة البحث عن النفط واستغلاله بالبلاد التونسية. إنطلق الإنتاج في حقل الدولاب في 12 أفريل 1968 وينتج 000 230 برميل سنويا وبلغت الكمية القصوى المنتجة سنة 1974، 1200 متر مكعب يوميا.
يتكون الحقل من:
- 4 آبار منتجة بالدولوميت مجهزة بمضخات كهربائية مغمورة.
- 4 آبار منتجة بالكلس مجهزة بمضخات متأرجحة
- 3 آبار منتجة بالصخر الفيراكوني مجهزة بمضخات متأرجحة
- 1 بئر للحقن بالكلس
- 1 بئر للحقن بدولوميت مياه الإنتاج.[2]

وحسب تقرير منظمة منظمة الأقطار العربية المصدرة للبترول لسنة 2002، فإن الدولاب من المدن التونسية المصدرة للنفط عبر أنابيب ذات قطر 6 بوصات.

## إعتصام الدولاب
في 15 نوفمبر 2020، إقتحم مجموعة من أبناء الجهة حقل الدولاب وإعتصموا فيه إحتجاج على إنعدام التنمية والتشغيل في الجهة. وفي الثالت والعشرين من نفس الشهر أوقف المعتصمون العمل داخل المضخّة، مما اضطرّ العمّال إلى الانسحاب من مواقع عملهم ومغادرة مقرّ الشركة البترول كحركة تصعيدية لإجبار الحكومة للتفاوض معهم والاستجابة لمطالبهم.